# Rhabdomastix furva
Rhabdomastix furva är en tvåvingeart som beskrevs av Jaroslav Stary 2003. Rhabdomastix furva ingår i släktet Rhabdomastix och familjen småharkrankar.
Artens utbredningsområde är Slovakien. Inga underarter finns listade i Catalogue of Life.